# Happening
Happening är inom konsten en till synes oförberedd föreställning, händelse eller serie händelser, ibland med syfte att få åskådarna att delta. Happening utvecklades i slutet av 1950-talet och början av 1960-talet i USA och vissa menar att en "föreställning" som John Cage företog sig vid Black Mountain College 1952 kan ses som den första happeningen. skapa konst med kroppar och rörelser, "konst är livet och livet är konst, oskiljaktiga".
Den första svenska happeningen brukar anses ha framförts på Moderna Museet i maj 1962. Förslaget kom från Knut Wiggen och den arrangerades av Fylkingen. Några av de medverkande förutom Wiggen var: Lars-Gunnar Bodin, Bo Ullman, Bengt Emil Johnson och Lena Madsén. Happeningen, som varade i cirka 40 minuter, bestod bland annat av en blockflöjtstrio som spelade Grieg, konstnären Giorgio Padoan var halvnaken och slog på en gonggong, mannekängen Lena Madsén visade kläder, Bengt Emil Johnson läste sin dikt Irma Undéns uppgång och förgängelse (till de medverkande). Ett avsnitt ur denna dikt delades ut till publiken likt ett allsångsblad. Allt detta ackompanjerades av att en välklädd man åt en finare middag. När han var färdig och notan var betald var happeningen över.